# Golfo del Kolimá
El golfo del Kolimá (en ruso: Колымский залив; Kolymski zaliv) es el mayor golfo del mar de Siberia Oriental, localizado en la zona ártica de Siberia.
Administrativamente, la sección occidental del golfo pertenece a la República de Sajá (Yakutia) y la sección oriental al Distrito autónomo de Chukotka, ambos de la Federación de Rusia. 

## Geografía
El golfo del Kolimá es una sección de litoral ártico de más de 300 km localizada en la parte central del tramo de costa oriental siberiana. Sus límites son, por el oeste, la proyección NE de las llanuras de Kolymá, cerca de las islas Medvezhi; y en el este, la península Nutel'gyrgym y la isla Ayón. 
El río Kolimá desagua en el mar en el lado occidental del golfo, formando un gran delta fluvial lleno de islas. La línea costera está salpicada de tierras bajas con numerosos lagos y pantanos. El mar en el golfo está congelado durante más de nueve meses al año y cuando las aguas quedan libres, a menudo está obstruido con témpanos de hielo. Otros ríos que desembocan en el golfo de Kolimá son el río Rauchua y el río Chukochya. 
El golfo de Kolimá no debe de confundirse con la bahía de Kolimá ("Kolýmskaya gubá" en ruso), localizada algo más al oeste.

## Historia
En 1648, Semión Dezhniov y Fedot Alekséiev recorrieron este tramo de costa, desde el río Kolimá hasta el río Anádyr y el estrecho de Bering. 
El 1909, Gueorgui Sedov dirigió una expedición científica que describió la desembocadura del río Kolimá.